# Scelolophia astota
Scelolophia astota är en fjärilsart som beskrevs av William Schaus 1901. Scelolophia astota ingår i släktet Scelolophia och familjen mätare. Inga underarter finns listade.